# U-116 (Kriegsmarine)
U-116 je bila nemška vojaška podmornica Kriegsmarine, ki je bila dejavna med drugo svetovno vojno.

## Poveljniki
| Poveljniki |                      |                    |                                     |
| Št.        | Čin                  | Ime                | Poveljstvo                          |
| 1.         | Korvettenkapitän     | Werner von Schmidt | 26. julij 1941 - 10. september 1942 |
| 2.         | Oberleutnant zur See | Wilhelm Grimme     | 11. september - 6. oktober 1942     |

## Tehnični podatki
| Kategorije                                    | Podatki           |
| --------------------------------------------- | ----------------- |
| Teža (t): na površju pod površjem polna Teža  | 1.763 2.177 2.710 |
| Dolžina (m) - tlačni trup (m)                 | 89,8 - 70,9       |
| Širina (m) - tlačni trup (m)                  | 9,2 - 4,75        |
| Izpodriv (m)                                  | 4,71              |
| Višina (m)                                    | 10,2              |
| Moč (hp): na površju pod podvršjem            | 4.800 1.100       |
| Hitrost (vozlov): na površju pod podvršjem    | 17,0 7,0          |
| Doseg (milja/vozel): na površju pod podvršjem | 18.450/10 93/4    |
| Torpeda/Torpedne cevi                         | 15/2 (na krmi)    |
| Krovni top (mm)                               | 105 (200 granat)  |
| Mine                                          | 66 SMA            |
| Posadka                                       | 48-60             |
| Maksimalni potop (m)                          | 220               |